# Taranna
Taranna is een plaats in de Australische deelstaat Tasmanië en telt 190 inwoners (2006).